# Почётные граждане Экибастуза
Звание «Почётный гражданин Экибастуза» — почётное звание, присваиваемое Экибастузским городским маслихатом за особые заслуги. Присваивается с 1972 года.

## Основания и правила присвоения звания
Звание «Почётный гражданин города Экибастуза» присваивается решением сессии городского представительного органа тайным голосованием.

1. Звание «Почётный гражданин Экибастуза» присваивается за особые заслуги:
- жителям и уроженцам города Экибастуза — защитникам Отечества, награждённым высшими государственными наградами;
- жителям и уроженцам города Экибастуза, внёсшим особо значимый вклад в развитие города, имеющего значение на длительную перспективу по архитектурно-строительному облику, озеленению и улучшению окружающей среды, городского хозяйства, культуры, искусства, здравоохранения и образования, литературы, спорта, получившим широкое признание горожан;
- жителям и уроженцам города Экибастуза, совершившим героический подвиг в мирное время во имя спасения жизни людей;
- иногородним и иностранным выдающимся деятелям в знак признательности их заслуг;
- здравствующим и умершим уроженцам города Экибастуза — признанным деятелям науки, культуры, искусства и других областей деятельности, награждённым высшими государственными и международными премиями и наградами; членам республиканских и зарубежных академических заведений; писателям и поэтам, издающимся большими тиражами; художникам, музыкантам и композиторам, получившим широкую известность, основавшим свои творческие школы, коллективы; видным политическим деятелям республиканского и международного масштаба.

О правилах присвоения звания «Почётный гражданин г. Экибастуза» (маслихат IX сессия II созыва) от 30 марта 2001 года

Все они не должны являться почётными гражданами других городов или сельских населённых пунктов области.

## Символы
Регистрация почётных граждан города Экибастуза производится в «Книге почётных граждан города Экибастуза», которая хранится в городском представительном органе.
Почётному гражданину вручаются:
- Диплом «Почётный гражданин города Экибастуза» выполняется на белой плотной бумаге. На титульном листе надпись на казахском и русском языках «Диплом почётного гражданина города Экибастуза». На внутренней странице диплома герб Экибастуза в цветном изображении и текст решения сессии городского маслихата о присвоении звания почётного гражданина города Экибастуза: на левой стороне на казахском языке, на правой — на русском языке. Диплом вкладывается в специальную папку цвета государственного флага Республики Казахстан.
- Знак «Почётный гражданин города Экибастуза» изготовлен из металла, окрашенного в цвет государственного флага Республики Казахстан, форма знака круглая. В центре знака надпись на казахском, ниже на русском языках «Почётный гражданин города Экибастуза».
- Удостоверение почётного гражданина Экибастуза.

По адресу проживания или по месту работы почётного гражданина города Экибастуза устанавливается мемориальная доска по ходатайству коллектива.

## Почётные граждане
Список почётных граждан Экибастуза
1972 год (в честь 15-летия города)
- Царев, Степан Ионович — первый почётный гражданин Экибастуза. Профессиональный революционер, большевик, комиссар Экибастузских угольных копей. (Посмертно).
- Авербух, Борис Менделевич — первостроитель, организатор здравоохранения Экибастуз, заслуженный врач Казахской ССР.
- Возный, Михаил Фёдорович — машинист экскаватора, первостроитель, первый в городе Герой Социалистического Труда.
- Омашев, Жумат Омашевич — первостроитель, монтёр каменноугольных копей Экибастуза с 1923 года.

1977 год (в честь 20-летия города)
- Мукишев Жалел — бригадир-строитель с тридцатилетним стажем.
- Петренко, Николай Иванович-первопроходец, главный маркшейдер треста «Иртышуглестрой», заслуженный шахтёр Казахской ССР.

1980 год
- Губарев Алексей Александрович — лётчик-космонавт СССР.

1982 год (в честь 25-летия города)
- Колотев, Николай Николаевич — экскаваторщик, заслуженный шахтёр Казахской ССР, человек, отгрузивший первый эшелон экибастузского угля.
- Хакимзянова, Хадия Гарифзяновна — заслуженная учительница Казахской ССР.
- Кунаев Динмухамед Ахметович — первый секретарь ЦК Компартии Казахстана. За личный вклад в ускорение строительства жилья, становление ЭТЭКа.

1986 год
- Филатов, Эдуард Евгеньевич — за особые заслуги в развитии ЭТЭК. Управляющий трестом «Экибастузэнергострой».

1987 год (в честь 30-летия города)
- Пкин, Виктор Харитонович — слесарь.
- Федотов Иван Петрович — летописец и историк Экибастуза.

1994 год
- Куржей, Станислав Павлович — за особый вклад в развитие и восстановление угольного бассейна ЭТЭК. Генеральный директор ПО «Экибастузуголь». Герой Социалистического Труда, лауреат Госпремии СССР.
- Касымжанов Тусупхан Касымжанович-за огромный вклад в развитие экономики угольного объединения, за укрепление межнациональных отношений на ЭТЭК, за создание и помощь в становлении первого в Казахстане национально-культурного центра «Ата мура». Первый секретарь горкома партии в семидесятых годах.

1995 год
- Джаксыбаев Серик Имантаевич — за ценные исторические исследовательские работы по Экибастузскому горному бассейну, большие заслуги в пропаганде научных достижений угольщиков нашего города в периодической печати. Доцент, кандидат исторических наук.

1996 год
- Ешимов Тулкибек Мажгулович — за особые заслуги. Начальник милиции.
- Маркова Зинаида Ивановна — за особые заслуги. Товарный кассир станции Экибастуз.

1997 год (в честь 40-летия города)
- Жыланбаев Марат Толегенович.
- Польщиков, Геннадий Семёнович — за развитие железнодорожного транспорта в регионе.
- Машковский, Леонид Матвеевич — за огромный вклад в воспитание и обучение подрастающего поколения, в развитие образования республики. Директор школы, ветеран педагогического труда.
- Тулепбергенов, Кубен Абельдинович — комсомольский и партийный вожак.
- Дальдибеков, Нугурбек Дальдибекович — за особые заслуги. Возглавлял управление жилищно-коммунального хозяйства угольного объединения. Фронтовик, ветеран труда.
- Досмагамбетов, Халел Туманбаевич — за особые заслуги-один из первых машинистов роторных экскаваторов.
- Карпик, Алексей Павлович — за многолетний труд на предприятиях города, за вклад в воспитание подрастающего поколения. Фронтовик, ветеран труда.
- Силкин, Михаил Петрович — за особые заслуги. Один из организаторов развития городских садоводческих обществ.
- Величко, Александр Яковлевич — за огромный вклад в строительство объектов жилья, социально-культурного и промышленного назначения.
- Карпухович, Сергей Викторович — за организацию инвестиционного проекта в Экибастузском каменноугольном бассейне. Вице-президент компании Access Industries.
- Кусаинов Абихас Толеуханович — за внесение значительного вклада в развитие здравоохранения города и улучшение качества обслуживания населения.
- Тишпаев Нуржан Бекенович — за воспитание десятков поколений рабочих строительных специальностей. (Посмертно)

2006 год
- Мелехов Дмитрий — за вклад в становление и развитие Экибастузского угольного месторождения[3].
- Аюханов, Булат Газизович — известный казахстанский хореограф[4].

2017 год
- Устюгов, Александр Сергеевич — за вклад в социально-экономическое развитие Экибастузского региона, активное участие в общественной жизни города и активную гражданскую позицию (решение внеочередной XVІI сессии VІ созыва Экибастузского городского маслихата от 31 мая 2017 года 145/17)